# NGC 4043
NGC 4043 est une galaxie lenticulaire située dans la constellation de la Vierge. NGC 4043 a été découverte par l'astronome britannique John Herschel en 1828.

## Caractéristiques
Sa vitesse par rapport au fond diffus cosmologique est de 6 777 ± 25 km/s, ce qui correspond à une distance de Hubble de 100,0 ± 7,0 Mpc (∼326 millions d'al).
NGC 4043 renferme des régions d'hydrogène ionisé. Selon la base de données Simbad, NGC 4043 est une galaxie LINER, c'est-à-dire une galaxie dont le noyau présente un spectre d'émission caractérisé par de larges raies d'atomes faiblement ionisés.